# Géodésie
La géodésie (du grec ancien : γεωδαισία / geôdaisía, de γῆ / gễ, « Terre », et δαίω / daíô, « diviser ») est la science, destinée à l'origine au tracé des cartes, qui s'est attachée à résoudre le problème des dimensions, puis de la forme de la Terre, ce qui fait d'elle, à son origine, la première forme de la géographie mathématique et moderne.
Selon la définition classique du grand géodésien allemand Friedrich Robert Helmert (1843–1917), elle est « la science qui mesure et représente la surface terrestre ». Bien que formulée en 1880, cette définition reste valable à ce jour, à condition d'y inclure la détermination du champ de pesanteur extérieur de la Terre et celle du fond océanique.
Cet article est une synthèse sur la géodésie. Il inclut l'étude du champ de pesanteur, mais la topométrie et la topographie n'y sont pas traitées, ni les aspects mathématiques et géométriques, ou toutes les applications pratiques de la cartographie.

## Généralités

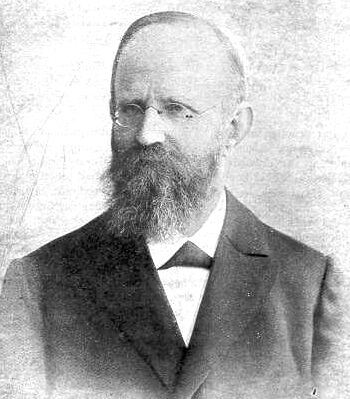
Friedrich Robert Helmert (1843–1917).

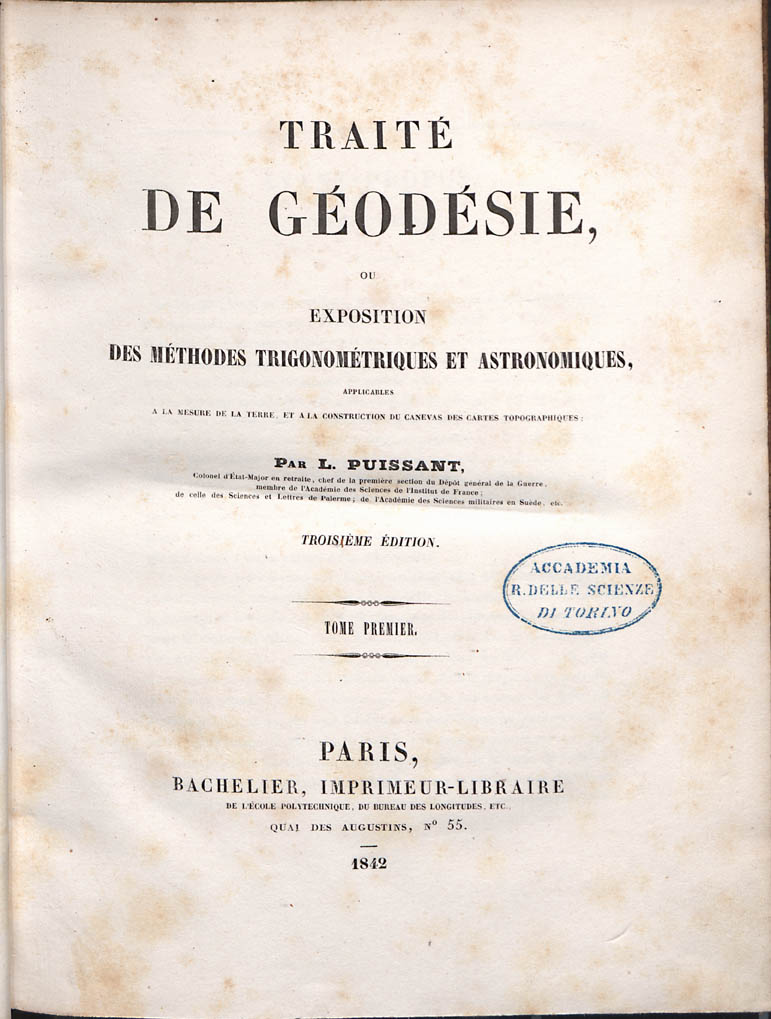
Louis Puissant, Traité de géodésie, 1842.

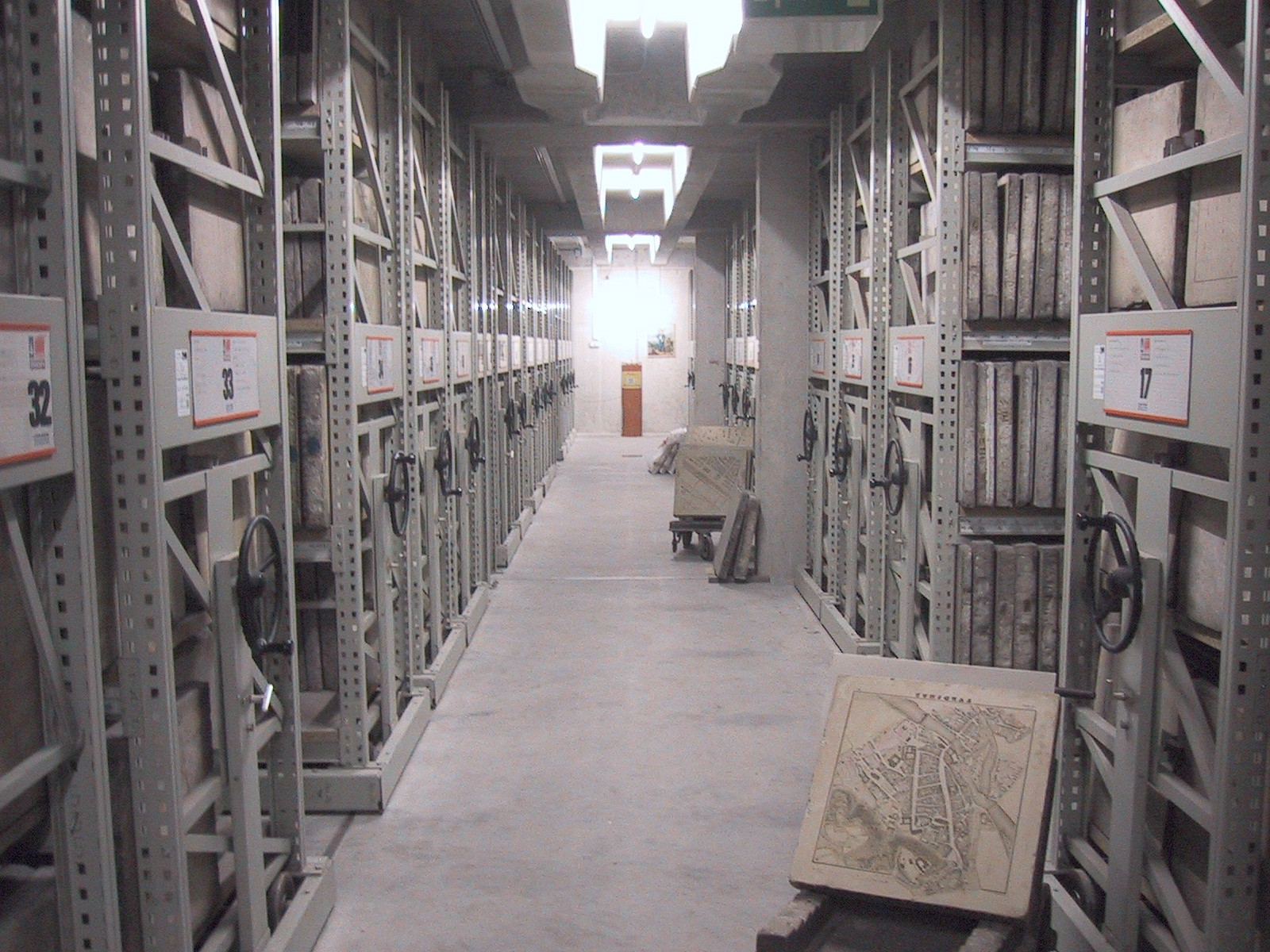
Archives géodésiques de Munich, avec au premier plan une planche lithographique concernant les anciens Pays-Bas (région de polders où il était particulièrement important de connaître l'altitude des terres conquises sur la mer souvent situées sous le niveau marin).

La géodésie s'est historiquement appuyée sur les sciences de l'ingénieur.  Elle se situe à la croisée de trois grands domaines scientifiques, l'astronomie, la géophysique et l'océanographie, ces trois domaines étant de plus en plus étroitement liés compte tenu des innombrables missions spatiales les concernant. Les techniques spatiales et satellitales ont élargi ses moyens et sa pluridisciplinarité, permettant de cartographier les surfaces d'autres corps planétaires : celle de la Lune bien sûr, mais aussi celles des autres planètes et satellites du système solaire. Lorsqu'il s'agit de la Lune, on parle parfois de sélénodésie ou encore de géodésie lunaire, dans les autres cas de géodésie planétaire.
La géodésie étant une science par nature quantitative, ses moyens d'analyse et de description découlent des mathématiques et la physique et de plus en plus de l'informatique.
Selon l'acception francophone du terme, par ses formules de calcul (géodésie mathématique) la géodésie vise à déterminer la forme et les dimensions de la Terre dans son ensemble (autrement dit, de la figure de la Terre), ainsi que de son champ de pesanteur (pour l'étude duquel on emploie actuellement le terme de « géodésie physique »). Les progrès techniques ont permis d'y inclure la mesure de plus en plus fine des variations de ces paramètres. Les variations temporelles de la géométrie globale sont devenues incontournables dans les études tectoniques. Les missions de gravimétrie spatiale (Champ, Goce, Grace) permettent notamment de bien mieux apprécier les variations du champ de pesanteur. 
La topométrie et la topographie, qui procèdent à des mesures locales en vue d'applications pratiques (cadastre, travaux de chantier, notamment travaux routiers, appui aux travaux de cartographie, de photogrammétrie ... ), ne sont pas comptées parmi les branches de la géodésie proprement dite, bien qu'elles tirent de toute évidence leurs racines des techniques de géodésie. 
Helmert a tenu compte de ce fait en désignant la géodésie proprement dite par géodésie supérieure (en allemand : « höhere Geodäsie ») et la topométrie par géodésie inférieure (en allemand : niedere Geodäsie), le qualificatif « inférieur » n'ayant pas ici de connotation péjorative. Le nom anglais de la topométrie est « surveying », en allemand on parle — en dehors de « Topometrie » — de « Vermessungskunde », de « Vermessungswesen » ou de « Einzelvermessungswesen ».

## Éléments fondamentaux de la géodésie
En se basant sur la définition de Helmert et en la complétant, la géodésie peut être présentée de la manière suivante : détermination de la « figure », c'est-à-dire les dimensions, la forme et le champ de pesanteur extérieur de la Terre (et éventuellement d'autres corps planétaires) en fonction du temps. La détermination de la forme de la Terre a fait historiquement appel à des mesures terrestres : par exemple des niveaux ou des théodolites, pour lesquels la verticale est une référence fondamentale parce qu'étant la seule direction facile à acquérir n'importe où, avec une très grande précision et sans moyens techniques complexes. Or, la verticale en un lieu est une caractéristique locale du champ de pesanteur : c'est une ligne de champ.
Sous le vocable « forme » ou « figure » de la Terre se cachent plusieurs acceptions possibles. Au sens le plus élémentaire, on peut comprendre par ce mot la surface topographique, qui représente la frontière matérielle entre la lithosphère (l'ensemble des masses rocheuses) et l'hydrosphère (l'ensemble des masses liquides) ou l'atmosphère (l'ensemble des masses gazeuses) : ce n'est qu'au cours de la deuxième moitié du XXe siècle, lorsqu'il a commencé à être connu, qu'on a inclus le fond océanique dans la définition de la surface topographique.

## Surface topographique
La surface topographique de la Terre solide est une surface très irrégulière à toutes les échelles, et ne se prête donc pas du tout à une description mathématique ou paramétrique. Cette surface, par rapport à un ellipsoïde de révolution l'approximant le mieux possible, présente des variations de l'ordre de 10 km vers le haut (Himalaya) et vers le bas (fosses océaniques). Pour cette raison on la décrit au moyen de points de mesure repérés au moyen de coordonnées dans un système bien défini. Dans un référentiel topographique courant, les altitudes sont comptées à partir d'une surface de référence, souvent un ellipsoïde, le plus proche possible en moyenne du géoïde.

## Géoïde
La surface des océans — qui constitue à elle seule environ 70 % de la surface terrestre totale — est généralement assez proche d'une surface de niveau, c'est-à-dire d'une surface équipotentielle du champ de pesanteur. En effet, la surface des océans et des mers est contrôlée essentiellement par la force de pesanteur, avec quelques phénomènes perturbateurs tels les courants marins, les variations de salinité, les marées, la houle causée par les vents, les variations de la pression atmosphérique, etc. Ces phénomènes perturbateurs ne sont pas tous périodiques dans le temps, de sorte que le niveau moyen de la mer, notion donc difficile à définir, ne représente pas une surface équipotentielle du champ de pesanteur avec la précision de mesure actuelle des satellites (de l'ordre du centimètre). On définit ainsi le « géoïde » comme étant une surface équipotentielle du champ de pesanteur, choisie arbitrairement, mais très proche du niveau des océans que, par la pensée, nous pouvons prolonger sous les continents. C'est cette surface physique que l'ingénieur-géodésien allemand J.B. Listing a appelé en 1873 le géoïde. Cette surface avait d'ailleurs déjà servi de surface de référence avant d'être nommée. Ainsi, en 1828, C.F. Gauss se rapporte explicitement dans les termes suivants au géoïde, sans lui attribuer de nom particulier : « Ce que nous appelons surface terrestre au sens géométrique n'est rien de plus que la surface qui intersecte partout la direction de la pesanteur à angle droit, et une partie de cette surface coïncide avec la surface des océans ».
Les satellites radar océanographiques (p. ex. Topex-Poséïdon, Jason 1 et 2) visent en tout premier à déterminer les courants, visibles par leur signature géométrique (les eaux chaudes forment des bosses, les froides sont en creux, compte tenu de la variation de densité induite par la température des eaux) : l'exploitation de ces mesures radar exige une excellente connaissance du géoïde, et de fait géodésiens et océanographes ont donc eu partie liée pour ces traitements. Il en est résulté une connaissance du géoïde marin avec une précision centimétrique. Les terres émergées ont été moins bien servies par les outils spatiaux, néanmoins les missions de gravimétrie par satellite fournissent actuellement un géoïde sur les continents dont la précision est un peu meilleure que le décimètre (voir les travaux du GRGS).

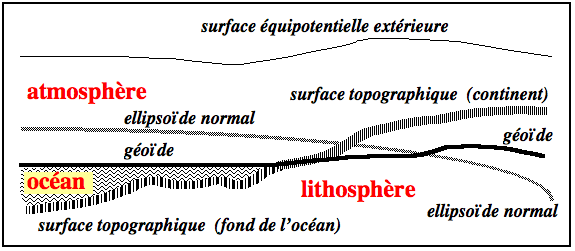
Géodésie : les surfaces de référence sur la Terre.

## Systèmes de référence céleste et terrestre
Des systèmes de référence sont introduits pour décrire le mouvement de la Terre dans l'espace (« système céleste »), ainsi que la géométrie de surface et le champ de pesanteur de la Terre (« système terrestre »). Le choix des meilleurs systèmes de référence, compte tenu des progrès spectaculaires de la métrologie actuelle, est devenu l'une des grandes avancées de la géodésie, la géométrie globale de la Terre étant désormais mesurée avec une précision supérieure à 1 cm. Cette géométrie, ainsi que l'orientation dans l'espace, reposent actuellement sur quatre techniques très différentes : la VLBI (une technique de radioastronomie),  DORIS, la Télémétrie laser sur satellites (SLR en anglais) et le GPS.

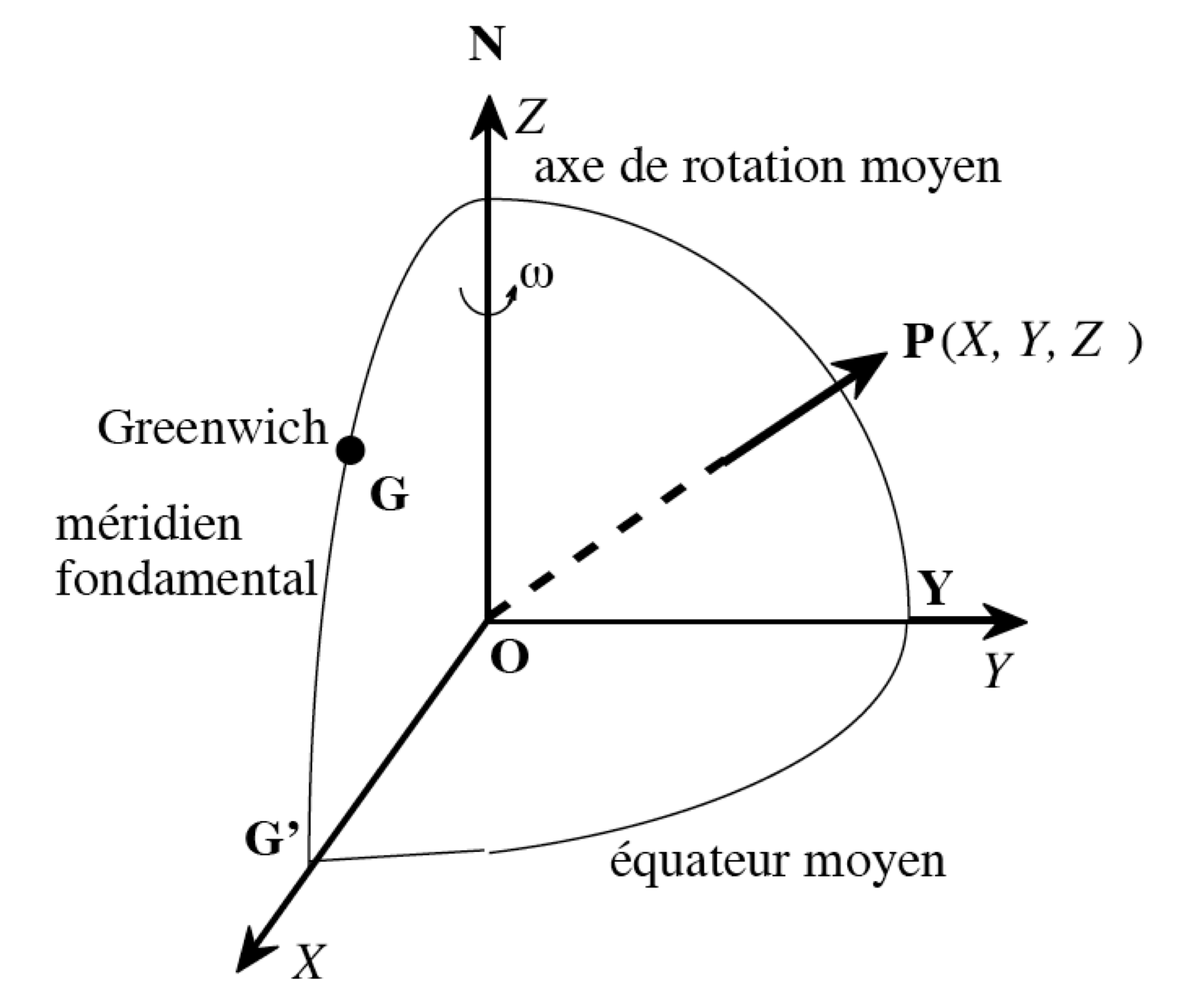
Système de référence fondamental historique.

Comme système fondamental de coordonnées terrestres on utilise désormais volontiers un système de coordonnées spatiales cartésiennes X, Y, Z dont l'origine O est au centre des masses de la Terre, et tournant avec celle-ci. L'axe OZ coïncide avec l' axe de rotation moyen de la Terre. Le plan de l'équateur moyen est perpendiculaire à cet axe OZ, et donc contenu dans le plan OXY. Historiquement, une ancienne convention fixait que le plan OXZ contenait le plan méridien moyen de Greenwich, correspondant à la longitude « moyenne » de l'Observatoire de Greenwich, dans la banlieue de Londres. Ce n'est désormais plus le cas, le méridien de référence étant calculé par synthèse des observations des 4 techniques pré-citées sous forme d'un système de référence mondial, l'International Terrestrial Reference System. Ce calcul est mené au Laboratoire LAREG de l'IGN et celui-ci, intégrant au mieux les vitesses des plaques tectoniques, a conduit à un méridien de référence désormais significativement différent de celui de Greenwich.

## Mouvement du pôle
L'introduction de l'axe de rotation moyen s'avère nécessaire, car la rotation terrestre est variable dans le temps. Ceci est vrai tant pour l'orientation de l'axe de rotation terrestre par rapport à la figure de la Terre (mouvement du pôle) que pour la vitesse angulaire de rotation de la Terre sur elle-même (variation de la longueur du jour). Le mouvement du pôle contient plusieurs composantes, en particulier une composante annuelle ou quasi annuelle, une composante possédant une période d'environ 430 jours (environ 14 mois), et une composante séculaire. La composante de quatorze mois est le mouvement de Chandler. Il s'agit d'un mouvement du pôle quasi circulaire d'une amplitude comprise entre 0,1" et 0,2", qui se fait dans le sens inverse des aiguilles d'une montre lorsqu'on l'observe à partir du nord.
Ce mouvement est causé par le fait que la Terre tourne et que l'axe de plus grande inertie ne coïncide pas exactement avec l'axe instantané de rotation propre. Si la Terre était parfaitement indéformable (= rigide), on observerait une précession de l'axe de rotation par rapport à l'axe de figure avec une période de 305 jours, appelée « période d'Euler ». L'allongement de la période de Chandler par rapport à la période d'Euler est dû au fait que la Terre est en réalité déformable. Ainsi, d'après le principe de Le Chatelier, la déformation produite par une force de rappel essentiellement élastique se fait de manière à s'opposer à cette force de rappel qui perturbe l'équilibre initial, et il en résulte un allongement de la période.
Outre la composante de Chandler, il existe dans le mouvement du pôle une autre composante périodique ou quasi périodique avec une période annuelle, possédant en général une amplitude comprise entre 0,05" et 0,1", donc nettement plus faible que celle de Chandler. Elle se fait dans le même sens que le mouvement de quatorze mois et a pour cause le déplacement saisonnier de masses d'air dans l'atmosphère ou de masses d'eau dans l'hydrosphère. Des processus météorologiques, océanologiques et hydrologiques complexes sont à la base de ces déplacements de grands volumes de matière qui se répercutent par des variations saisonnières du tenseur d'inertie I. En l'absence d'un moment de force extérieur, le moment cinétique total doit se conserver. Cela se traduit par le fait que la quantité I • Ω est constante. Ainsi, si I varie, le vecteur Ω décrivant la rotation instantanée doit varier en sens inverse.
Enfin, il existe à l'intérieur de la Terre des mouvements de matière à des échelles spatiales très grandes (mouvements de convection dans le manteau et dans le noyau, subduction des plaques tectoniques, etc.). Ces mouvements sont très lents, mais donnent lieu sur des intervalles de temps géologiques à des déplacements considérables, impliquant des variations non négligeables du tenseur d'inertie. Ces variations séculaires induisent une dérive, ou migration, du pôle. Ainsi, de 1900 à 1996, on constate une dérive d'environ 0,003" par an, approximativement le long du 80e méridien Ouest. En superposant ces trois composantes, le pôle instantané décrit une courbe spirale dont le point central avance lentement au cours du temps. Les déviations de la position instantanée du pôle par rapport au point central restent inférieures à 0,3" sur une année.
Les progrès de la géodésie permettent actuellement de localiser les pôles de la Terre (points où l'axe de rotation instantané de la Terre perce la surface) à 1 cm près environ.

## L'ITRF, système de référence mondial et le WGS 84, son dérivé opérationnel
Depuis 1988, le Service International de la Rotation de la Terre (« International Earth Rotation Service », IERS) est un service international établi conjointement par l'Union Astronomique Internationale, UAI (« International Astronomical Union », IAU) et l'Union Géodésique et Géophysique Internationale, UGGI (« International Union of Geodesy and Geophysics », IUGG). L'ITRF (Système international de référence terrestre), synthèse des mesures géométriques venant du monde entier, est mis à disposition de tous sous forme de points dont on fournit les coordonnées un jour et une heure précises, ainsi que les vitesses (en mm/an), directement liées à la tectonique des plaques. Ainsi donc les coordonnées de chaque point de cet ensemble changent jour après jour. La mise à disposition la plus récente, calculée par le LAREG de l'IGN, est l'ITRF 2008, dont les coordonnées publiées correspondent au 01.01.2008 à 00 h TU.
Un ensemble de coordonnées qui varient tout le temps correspond certes à un optimum scientifique, mais pour autant n'est pas utilisable aisément dans les différentes branches professionnelles utilisatrices, comme celle des géomètres. On a donc recours à un calcul supplémentaire, qui consiste à traiter un ensemble de pays ayant à peu près les mêmes vitesses tectoniques, et à soustraire globalement cette vitesse. On obtient ainsi des coordonnées fixes, directement utilisables. Par exemple, en Europe le système EUREF ainsi obtenu est la base des systèmes de références géodésiques de tous les pays européens, dont la France qui, à son tour, a appuyé dessus sa référence nationale officielle, le RGF 93, sous la responsabilité de l'IGN.
Cette démarche, entretenue au niveau mondial et sans rechercher une précision de transformation très poussée, est la base de la référence opérationnelle courante appelée WGS 84, employée par défaut dans tous les matériels courants de positionnement.

## Évolutions de la géodésie actuelle
La Terre et son champ de gravité subissent des variations au cours du temps qui peuvent être de nature séculaire (par exemple, les variations liées au freinage de la rotation terrestre à la suite de la friction des marées ou celles associées au soulèvement des boucliers laurentide et fennoscandien à la suite de la déglaciation il y a environ dix mille ans), périodique (par exemple, les diverses composantes de marée) ou brusque (par exemple, les variations de la pesanteur minimes associées au soulèvement ou à l'abaissement d'une région avant et pendant un séisme). Dans l'espace, ces variations peuvent se produire à des échelles globale, régionale ou locale, selon les cas. La mesure extrêmement précise de ces variations permet désormais un suivi régulier des masses d'eau, nappes phréatiques et manteau neigeux ou glaciaire par exemple : ces outils se trouvent donc au centre d'enjeux sociétaux majeurs, ceux liés au réchauffement global.
Il en est de même du rôle tout à fait majeur de la géodésie dans la mesure du niveau moyen des mers par altimétrie radar spatiale. Là encore, les attentes de la société sont immenses, il s'agit de savoir donner des résultats globaux et réguliers, d'une précision inattaquable, et c'est ce qui s'est produit depuis peu (cf. les travaux du LEGOS).[précision nécessaire]

Les gains en précision apportés depuis le début de l'ère spatiale ont été extraordinaires, mais ils sont désormais peu susceptibles de se poursuivre, sauf dans le cas du champ de pesanteur. En effet, une fois atteint la précision de quelques mm sur les points fondamentaux, on ne trouve plus guère de sens physique à une précision meilleure, en supposant même qu'on sache l'atteindre. De fait, la précision de la VLBI et de la télémétrie laser sur satellites, par exemple, ne changent pratiquement plus depuis le début du XXIe siècle.